# فرانسه در المپیک تابستانی ۱۹۸۴
فرانسه در بازی‌های المپیک تابستانی ۱۹۸۴ که در شهر لس آنجلس ایالات متحده آمریکا برگزار شد، کاروان فرانسه با ۲۳۸ ورزشکار در این رقابت‌ها شرکت کرد و موفق به کسب ۲۸ مدال (۵ طلا، ۷ نقره، ۱۶ برنز) شد. در جدول رتبه‌بندی توزیع مدال‌ها، فرانسه در ردهٔ ۱۲ مسابقات قرار گرفت.